# Francesco Valente
Francesco Valente (Trieste, 19 novembre 1981) è un batterista italiano.

## Carriera
Francesco "Franz" Valente è nato a Trieste e vive a Treviso. Nel suo percorso artistico ha attraversato generi diversi passando dalla scena rock al noise al post punk, fino a giungere all’esplorazione delle molteplici potenzialità creative della musica elettronica sperimentale.
In ambito rock, nel 2005 ha cominciato a suonare con One Dimensional Man. Sempre nel 2005 ha contribuito a dar vita a Il Teatro degli Orrori, band che ha ricevuto notevole riscontro da pubblico e critica e con il quale ha intrapreso un'intensa attività live. Attualmente con il gruppo ha all'attivo cinque album, di cui uno live, prodotti da Universal e da La Tempesta Dischi.
Nel 2013 ha partecipato al progetto-solista di Andrea Appino (Zen Circus) registrando le batterie de “Il Testamento” (2013) e partecipando al tour promozionale dell’album.
Sempre nel 2013, ha dato vita ai Lume (album omonimo, 2013), progetto in cui si occupa della produzione artistica e in cui, oltre alla batteria, suona anche altri strumenti.
Nel 2016, insieme a Xabier Iriondo (Afterhours), Eugene S. Robinson (Oxbow) e Pierpaolo Capovilla(Teatro degli Orrori) ha realizzato il progetto Buñuel, pubblicando due album “A Resting Place to Strangers” 2016, e “The easy Way Out” 2018.
Attualmente si dedica al progetto sperimentale Snare Drum Exorcism, progetto di ricerca volto ad unire l’aspetto selvaggio e diretto dell’esperienza rock, post punk e noise, con quello imprevedibile ed astratto della musica sperimentale elettroacustica.
Nel corso degli anni ha collaborato con musicisti e produttori della scena musicale italiana e internazionale: Caparezza, Zu, Afterhours, Aucan, Rifoki, Love in Elevator, Bologna Violenta, Vanessa Van Basten.
Tra le sue ispirazioni cita: Melvins, The Jesus Lizard, Shellac, Rapeman, NoMeansNo, Fugazi, Nirvana.
Nel 2021 il 21 febbraio nasce sua figlia Maddalena dalla relazione di lunga data con la cantante dei Love in Elevator Anna Carazzai.

## Discografia

### Con Il Teatro degli Orrori

#### Album in studio
- 2007 - Dell'impero delle tenebre - (La Tempesta)
- 2009 - A sangue freddo - (La Tempesta)
- 2012 - Il mondo nuovo (La Tempesta)
- 2015 - Il Teatro Degli Orrori (La Tempesta)

#### Live
- 2012 - Dal Vivo (Allegato a La Repubblica XL)

#### EP
- 2008 - Fallo! in Il Teatro degli Orrori + Zu (split)

#### Raccolte
- 2009 - Refusenik in Afterhours presentano: Il paese è reale (19 artisti per un paese migliore?)

### Con i Love In Elevator
- 2008 - Re Pulsion (Jestrai)

### Con il duo Rifoki
- 2010 - Sperm Donor EP (Dim Mak/La Valigetta)

### Con Andrea Appino
- 2013 - Il testamento - (La Tempesta)

### Con i Lume
- 2013 - Lume

### Con i Buñuel
- 2016 - A Resting Place For Strangers (La Tempesta)[1]
- 2018 - The Easy Way Out' (La Tempesta)
- 2022 - Killers like us (Profound Lore Records)
- 2024 - Mansuetude (Overdrive Records)

### Con gli One Dimensional Man
- 2018 - You Don't Exist. (La Tempesta)

### Con I Robox
- 2022 - Robox

## Strumentazione
Alcune delle marche con le quali è stato visto più spesso esibirsi sono:
Batterie: DW FINISHPLAY (26x22) - Slingerland- [[Kirchhoff Schlagwerk]]- CQuadro Drumlab (Aes Series 24x22, 18x18 e un rullante Aes Series 14x12)
Piatti: Paiste, UFIP
Bacchette: METAL, Vic Firth, Tuscany